# Parallelia subangularis
Parallelia subangularis är en fjärilsart som beskrevs av Paul Mabille. Parallelia subangularis ingår i släktet Parallelia och familjen nattflyn. Inga underarter finns listade i Catalogue of Life.